# International Boxing Association
International Boxing Association (IBA) – międzynarodowa organizacja boksu zawodowego. Jest to jedna z mniej prestiżowych organizacji, która prowadzi rankingi oraz przyznaje tytuły mistrzowskie. Walki organizowane przez IBA odbywają się w 17 kategoriach wagowych. Prezydentem federacji w kadencji 2022–2026 jest Rosjanin Umar Kriemlow.
Pierwszym mistrzem IBA w historii został Amerykanin Rocky Gannon, pokonując 13 września 1996 r. Undrę White’a.
| Kategoria                 | Mistrz Świata   | Data zdobycia tytułu |
| ------------------------- | --------------- | -------------------- |
| Ciężka (+91 kg)           | wakat           | SC                   |
| Junior Ciężka (90,7 kg)   | Mairis Briedis  | 14 listopada 2014    |
| Półciężka (79,4 kg)       | Eleider Álvarez | 4 sierpnia 2018      |
| Superśrednia (76,2 kg)    | Lolenga Mock    | 18 maja 2019         |
| Średnia (72,5 kg)         | Curtis Stevens  | 21 lipca 2018        |
| Lekkośrednia (69,9 kg)    | wakat           | SC                   |
| Półśrednia (66,9 kg)      | wakat           | SC                   |
| Lekkopółśrednia (63,5 kg) | Daud Yordan     | 17 listopada 2019    |
| Lekka (61 kg)             | wakat           | SC                   |
| Superpiórkowa (58,9 kg)   | wakat           | SC                   |
| Piórkowa (56,9 kg)        | Ongen Saknosiwi | 17 listopada 2019    |
| Superkogucia (55,3 kg)    | wakat           | SC                   |
| Kogucia (53,5 kg)         | Otto Gamez      | 27 listopada 2018    |
| Supermusza (52,2 kg)      | Ronal Batista   | 27 listopada 2018    |
| Musza (50,8 kg)           | Nico Hernández  | 19 maja 2018         |
| Junior musza (49 kg)      | wakat           | SC                   |
| Słomkowa (47,6 kg)        | wakat           | SC                   |